# Heterixalus alboguttatus
Espèce
Synonymes
- Megalixalus madagascariensis var. alboguttata Boulenger, 1882

Statut de conservation UICN

 LC  : Préoccupation mineure
Heterixalus alboguttatus est une espèce d'amphibiens de la famille des Hyperoliidae.

## Répartition
Cette espèce est endémique de Madagascar. Elle se rencontre jusqu'à 800 m d'altitude dans les plaines du Sud-Est de l'île,.

## Publication originale
- Boulenger, 1882 : Catalogue of the Batrachia Salientia s. Ecaudata in the collection of the British Museum, ed. 2, p. 1-503 (texte intégral).